# Bolesław-Eiche

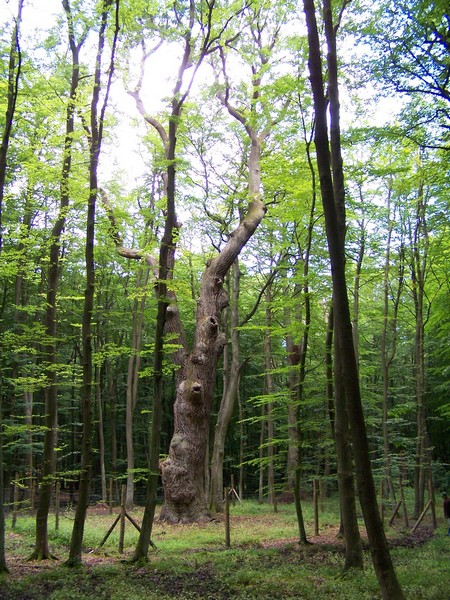
Bolesław-Eiche (2005)

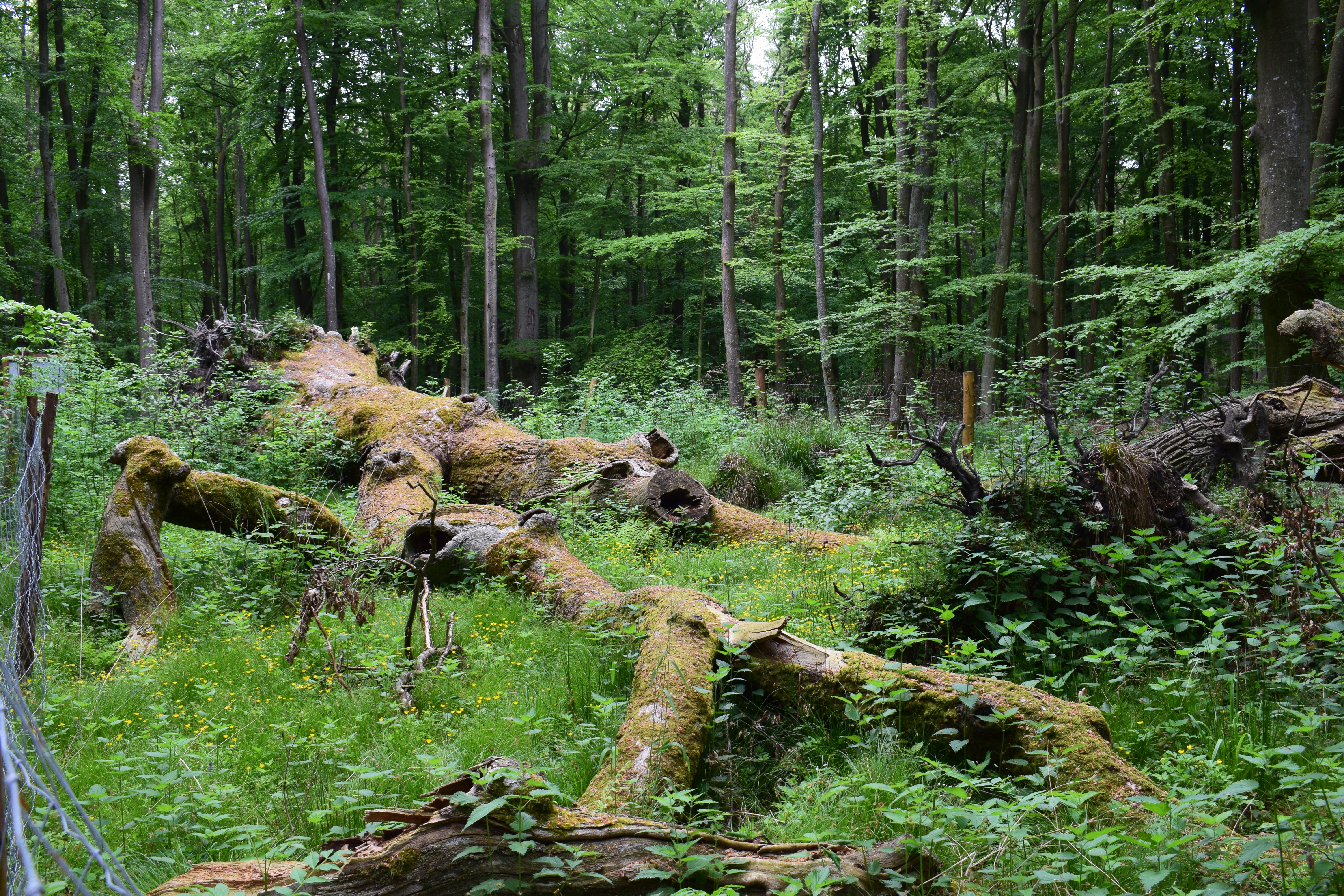
Der umgestürzte Baum im Mai 2017

Die Bolesław-Eiche [bɔ'lɛswaf-] war eine Stieleiche (Quercus robur), die im Kolberger Stadtwald in der Gmina Ustronie Morskie (deutsch: Landgemeinde Henkenhagen), etwa 15 km südöstlich von Kołobrzeg (deutsch: Kolberg) wuchs. Der auf Brusthöhe (1,3 m über der Erde) gemessene Umfang betrug zuletzt 691 cm, die Höhe 32 m und der Durchmesser der Krone 20 m.
Die Eiche war als eines der ältesten Naturdenkmäler in Polen anerkannt. Ihr Alter wurde auf 800 Jahre bestimmt. Zuvor wurde die Chrobry-Eiche in Niederschlesien mit 740 Jahren für die älteste Eiche in Polen gehalten. Die bekannteste Eiche Polens, die Bartek-Eiche von Bartków, ist 670 Jahre alt.
Am 19. August 2000 erhielt die Eiche den Namen Bolesław-Eiche. Man erinnerte auf diese Weise an König Bolesław I. Chrobry, den ersten König Polens, auf dessen Veranlassung im Jahre 1000 durch Reinbern ein Bistum in Kolberg gegründet wurde.
Zu deutscher Zeit war die Eiche bereits eine Sehenswürdigkeit, hatte aber noch keinen besonderen Namen. Auf einer Karte des Kolberger Stadtwaldes aus den 1930er Jahren ist sie als „600jähr. Eiche“ eingetragen.
Ende Mai 2016 wurde die Eiche durch einen Sturm umgeworfen. Sie bleibt als touristische Attraktion an Ort und Stelle liegen.
Nicht weit von der Bolesław-Eiche steht im Kolberger Stadtwald die vielleicht 640 Jahre alte Warcisław-Eiche.